# Szuperák Brigitta
Szuperák Brigitta ukránul: Брiгiттa Суперак, (született: Szidor Brigitta, Ungvár, 1980. augusztus 6. –) 2014 és 2018 között az Ukrán Országos Önkormányzat képviselője. 2018-tól az Országgyűlés ukrán szószólója

## Életpályája
Első diplomáját a Munkácsi Tanítóképző Tanintézetben szerezte, másodikat a Prikárpátszkij Sztefánik Vászil Tudományegyetemen, harmadikat a Nyíregyházi Főiskolán, ahol közgazdász végzettséget szerzett, negyediket a Nyíregyházi Egyetem bölcsészettudományi karán. Ezt követően pedig a Kijevi Egyetemre járt, ahol sikeres államvizsgát tett és nemzetközi kapcsolatok jogász diplomát szerzett. 
2006-2007-ben fejlesztő-pedagógusként a Nyíregyházi Városüzemeltetési Kft-nél dolgozott. Ezt követően  projektmenedzserként és a Közösségi Ház vezetőjeként 2015-ig a Nyíregyházi Human-Net Alapítvány Városi Családsegítő Szolgálatnál dolgozott. 2014 és 2018 között az Országos Ukrán Önkormányzat képviselője volt. 2015-től az ukrán nemzetiségi szószóló munkatársaként működött, 2020-tól a Barátság Egyesület elnöke, 2022-től a Budapest XII. Kerületi Ukrán Nemzetiségi Önkormányzat elnöke, 2024-től a Szabolcs-Szatmár-Bereg Vármegye Területi Ukrán Nemzetiségi Önkormányzat képviselője.
A 2018-as országgyűlési választáson képviselőjelöltként indult, így a választás során Hartyányi Jaroszlava utódjaként ukrán nemzetiségi szószólóvá választották. A magyarországi nemzetiségek bizottságának tagja, illetve az önkormányzati, külügyi és költségvetési albizottság alelnöke lett.